# Ator – Herr des Feuers
Ator – Herr des Feuers (Originaltitel: Ator l’invincibile) ist der erste von drei Filmen mit dem Titelhelden Ator, die der italienische Regisseur, Drehbuchautor und Kameramann Joe D’Amato nach dem Erfolg von Conan der Barbar drehte, um mit seinen erheblich weniger aufwendigen Werken von der Popularität des neuen Genres des Barbarenfilms zu profitieren.

## Handlung
In unbestimmter ferner Vergangenheit wird Ator geboren. Seine Geburt, bei der seine Mutter stirbt, wird von Vorzeichen begleitet, welche darauf hindeuten, dass er eines Tages den grausamen Spinnenkult des Großen Geistes vernichten wird. Dieser Vorzeichen wegen lässt Dakkar, der Hohepriester des Kultes, alle in jener Nacht geborenen Kinder töten. Aber der Krieger Griba hat dies vorausgesehen und bringt Ator daher zu Pflegeeltern, die er über die Identität und Bestimmung des Kindes im Unklaren lässt.
Jahre später wird Ator von seinen Pflegeeltern eröffnet, dass er nicht ihr leiblicher Sohn ist, als er den Wunsch äußert, seine Schwester Sunya zu heiraten. Zur gleichen Zeit erfährt Dakkar, dass Griba in der Umgebung des Dorfes gesehen wurde, wo Ator lebt. Von vorerst nicht erklärtem Hass auf Griba angetrieben befiehlt Dakkar, Griba zu töten.
Während der Hochzeitszeremonie fallen Dakkars Schwarze Ritter über das Dorf her. Sie töten alle Dorfbewohner, zu denen Griba jedoch gar nicht gehört, schlagen Ator nieder und entführen Sunya. Nachdem Ator wieder zu sich gekommen ist, nimmt Griba sich seiner an. Er eröffnet ihm seine Bestimmung und vermittelt ihm die Kampfkunst, die nötig sein wird, um Dakkar zu töten und Sunya zu befreien.
Als sein Training abgeschlossen ist, zieht Ator los, wird jedoch schon bald von einem Stamm von Amazonenkriegerinnen gefangen genommen. Sie wünschen, dass er mit der auserwählten Kriegerin Roon ihre nächste Königin zeuge und sich danach opfern lassen möge. Dazu kommt es jedoch nicht, da Roon Ator zur Flucht verhilft; ihr Motiv ist, an den Schatz im Tempel der Spinne zu gelangen, was ihr allein nicht möglich wäre.
Gemeinsam machen sie sich auf den Weg und müssen unterwegs diverse Unannehmlichkeiten überwinden: Roon muss Ator vor den Verführungskünsten der Hexe Indun bewahren, Ator wiederum rettet Roon vor gewalttätigen Untoten. In einer Höhle tief in einem Vulkan entwenden sie den magischen Schild des Mordor, wobei Ator zunächst mit einem Schatten einen Schwertkampf austrägt. Danach überwältigen sie noch die im gleichen Berg ansässigen Blinden Schmiede und begeben sich dann zum Tempel der Spinne.
Bei den anschließenden Kämpfen findet Roon den Tod; Ator streckt Dakkar nieder und will gerade Sunya aus dem Netz der riesigen Spinne befreien, als Griba auftaucht. Er will Ator daran hindern, der Prophezeiung gemäß den Kult der Spinne völlig zu vernichten, denn er war selbst einmal der Hohepriester der Spinne und wurde von Dakkar verdrängt. Er hat Ator nur gerettet und unterrichtet, um ihn als Werkzeug im Kampf gegen Dakkar einzusetzen. Ator ist erbost und stößt Griba ins Netz, wo er der nahenden Spinne ausgeliefert ist.
Nachdem er Sunya befreit hat, tötet Ator die Spinne und löscht so den Kult aus.

## Bedeutung
Ator – Herr des Feuers ist einer der ersten Versuche, mit extrem geringem finanziellen und filmtechnischen Aufwand das generelle Konzept von Conan der Barbar zu kopieren. Allerdings ist das Ergebnis selbst objektiv betrachtet peinlich, da die Billigkeit des Films allgegenwärtig und augenfällig ist. So wurde auf Kulissen weitgehend verzichtet; bevorzugte Drehorte waren normale italienische Wälder und einige teilweise grasbewachsene Ruinen der römischen Antike (der Tempel der Spinne etwa ist sofort als antikes Theater zu erkennen und wirkt keinesfalls imposant). Dakkars gefürchtete Schwarze Ritter haben nie eine größere Truppenstärke als 14 Mann. Die Große Spinne wurde nur in Teilen gebaut, so dass von ihr nie mehr zu sehen ist als die planlos nach allen Seiten wedelnden haarigen Beine sowie ein Teil des Körpers, der jedoch keine Ähnlichkeit mit einer Spinne hat, sondern schlicht wie ein gewölbter schwarzer Teppichboden wirkt. Im Ganzen hat Ator – Herr des Feuers unter Cineasten den Ruf, Zeugnis völliger filmischer Inkompetenz aller Beteiligten zu sein. Doch gerade weil dieser Film auf allen Ebenen misslungen ist, hat er unter Filmkennern einen hohen Bekanntheitsgrad erreicht. Damit gehört Ator – Herr des Feuers in die Kategorie ungewollt lustiger B-Filme, zu denen unter anderem auch Ed Woods Plan 9 from Outer Space zählt.

## Trivia
- Erstaufführung in Deutschland war der 5. November 1982.
- Hauptdarsteller Miles O’Keeffe hatte im Jahr zuvor als Tarzan an der Seite von Bo Derek im Film Tarzan – Herr des Urwalds vor der Kamera gestanden.
- Die bekannte Softporno-Darstellerin Laura Gemser tritt für ihren „Hausregisseur“ und langjährigen Freund hier in einer Nebenrolle als Hexe auf (auch diese Szene ist an Conan der Barbar angelehnt).
- In der Fortsetzung Ator II – Der Unbesiegbare, die zwei Jahre später entstand, wird zu Beginn Ators bisheriges Schicksal in geraffter Form nacherzählt; allerdings hat die Rückblende so gut wie nichts mit der tatsächlichen Handlung des ersten Films zu tun, sieht man von den verwendeten Filmausschnitten und den Namen der Charaktere ab.
- D’Amato gab für das italienische Fanzine “Nocturno” folgende Beschreibung seiner Zusammenarbeit mit Miles O’Keeffe: „Als Darsteller war er schon hundsmiserabel, ein schöner athletischer Körperbau, das stelle ich nicht in Zweifel, aber was den Vortrag betraf, hätte er Beruf wechseln müssen. Bei Gott, ein Goldjunge unter vielen Aspekten, aber nicht einmal ungezwungen in den Actionszenen, wo er viel von Waffenmeister Franco Ukmar unterstützt wurde, der eine unglaubliche Arbeit an ihm getan hat. Im Übrigen war er durch seinen Hintergrund als Bodybuilder sehr ungelenk und kam wie ein Gelähmter daher.“ (Übersetzt aus dem italienischen Zitat bei Marco Giusti: dizionario dei film italiani STRACULT. Sperling & Kupfer, Mailand, 1999, 51f. ISBN 88-200-2919-7)
- Im Fernsehen lief der Film auch unter dem Titel Troll – Das Schwert der Macht.

## Kommentar zum Film
- „So erfüllt dieser Film eigentlich alles, was einen Trashfilm so sympathisch macht: Schauspieler, die teilweise besser keine hätten werden sollen, Trickeffekte, die aus dem ersten Lehrjahr stammen und Logikfehler satt.“ Carsten Henkelmann auf „Sense of View“.[2]

Selbst die deutsche FSK-16-Version dieses Filmes ist um mindestens eine Kampfszene gekürzt worden: Als Roon ihren letzten Kampf mit fünf schwarzen Rittern zu bestreiten hat, sieht man diese nur noch die Amazone einkreisen. In der nächsten Szene ist wieder Miles O’Keefe zu sehen.

## Kritiken
- „Beeindruckend schlechtes ‚Conan‘-Plagiat aus Italien, das die dortige Filmindustrie zu einer ganzen Reihe weiterer, nicht minder horribler Hymnen an das Knallchargentum anspornte.“ – Lexikon des Fantasy-Films[3]

- „Einfältiges Fantasy-Surrogat, das weit hinter seinen Vorbildern zurückbleibt.“ – Lexikon des internationalen Films[4]

- „Die grenzenlose Inkompetenz aller Beteiligten spottet jeder näheren Beschreibung.“ – Variety

- „(…) außer der Maskenbildnerei nichts besonders Bemerkenswertes.“ (Wertung: 1 Stern = schwach) – Adolf Heinzlmeier und Berndt Schulz in Lexikon „Filme im Fernsehen“ (Erweiterte Neuausgabe). Rasch und Röhring, Hamburg 1990, ISBN 3-89136-392-3, S. 54